# Stealers Wheel
Stealers Wheel var en skotsk folk rock/rockgruppe, der blev dannet i 1972 i Paisley, Skotland, af de tidligere skolekammerater Joe Egan og Gerry Rafferty. Deres bedst kendte hit er "Stuck in the Middle with You". Gruppen gik fra hinanden i 1975 og blev gendannet kort i 2008.

## Diskografi

### Album
| 1972                                     | Stealers Wheel                                                                                         | 44 | 25 | 50  |
| 1973                                     | Ferguslie Park                                                                                         | —  | —  | 181 |
| 1975                                     | Right or Wrong                                                                                         | —  | —  | —   |
| 1978                                     | Gerry Rafferty & Joe Egan - Stuck in the Middle with You: The Best of Stealers Wheel (A&M compilation) | —  | —  | —   |
| 1990                                     | The Best of Stealers Wheel (compilation)                                                               | —  | —  | —   |
| 2017                                     | Stealers Wheel: The A&M Years (all three studio albums, some live tracks)                              | —  | —  | —   |
| "—" denotes releases that did not chart. | |    |    |     |

### Singler
| År                                                                              | Titel | Højeste hitlisteplacering | Højeste hitlisteplacering | Højeste hitlisteplacering | Højeste hitlisteplacering | Certificering   |
| År                                                                              | Titel | UK                        | AUS                       | US                        | CAN                       | Certificering   |
| ------------------------------------------------------------------------------- | --- | ------------------------- | ------------------------- | ------------------------- | ------------------------- | --------------- |
| 1973                                                                            | "Stuck in the Middle with You"                                                                            | 8                         | 16                        | 6                         | 2                         | - BPI: Platinum |
| 1973                                                                            | "Everything Will Turn Out Fine" (in AUS/US/CAN as "Everyone's Agreed That Everything Will Turn Out Fine") | 33                        | 90                        | 49                        | 25                        |                 |
| 1973                                                                            | "Star" | 25                        | 67                        | 29                        | 12                        |                 |
| 1975                                                                            | "Right or Wrong"                                                                                          | ―                         | ―                         | ―                         | ―                         |                 |
| 1975                                                                            | "Found My Way to You"                                                                                     | ―                         | ―                         | ―                         | ―                         |                 |
| "—" denotes releases that did not chart or were not released in that territory. | |                           |                           |                           |                           |                 |